# Nephodia filiforma
Nephodia filiforma là một loài bướm đêm trong họ Geometridae.